# Jefferson (Georgia)
Jefferson è una città degli Stati Uniti d'America, situata in Georgia, nella Contea di Jackson, della quale è il capoluogo.